# Роган-Субиз-Вантадур, Франсуа-Арман-Огюст де
Франсуа-Арман-Огюст де Роган-Субиз-Вантадур (фр. François-Armand-Auguste de Rohan-Soubise-Ventadour; 1 декабря 1717, Париж, королевство Франция — 28 июня 1756, Страсбург, королевство Франция) — французский кардинал. Внучатый племянник кардинала Армана Гастона Максимильена де Рогана и дядя кардинала Луи-Рене-Эдуарда де Роган-Гемене, а также дальний родственник кардинала Луи-Рене-Эдуард де Роган-Гемене. Титулярный епископ Птолемаиды Фиваидской и Коадъютор, с правом наследования, Страсбурга с 30 июля 1742 по 19 июля 1749. Епископ Страсбурга с 19 июля 1749 по 28 июня 1756. Великий раздатчик милостыни Франции с 1 января 1749 по 28 июня 1756. Кардинал-священник с 10 апреля 1747.
Член Французской академии (1741).